# Ralf Holzschuher

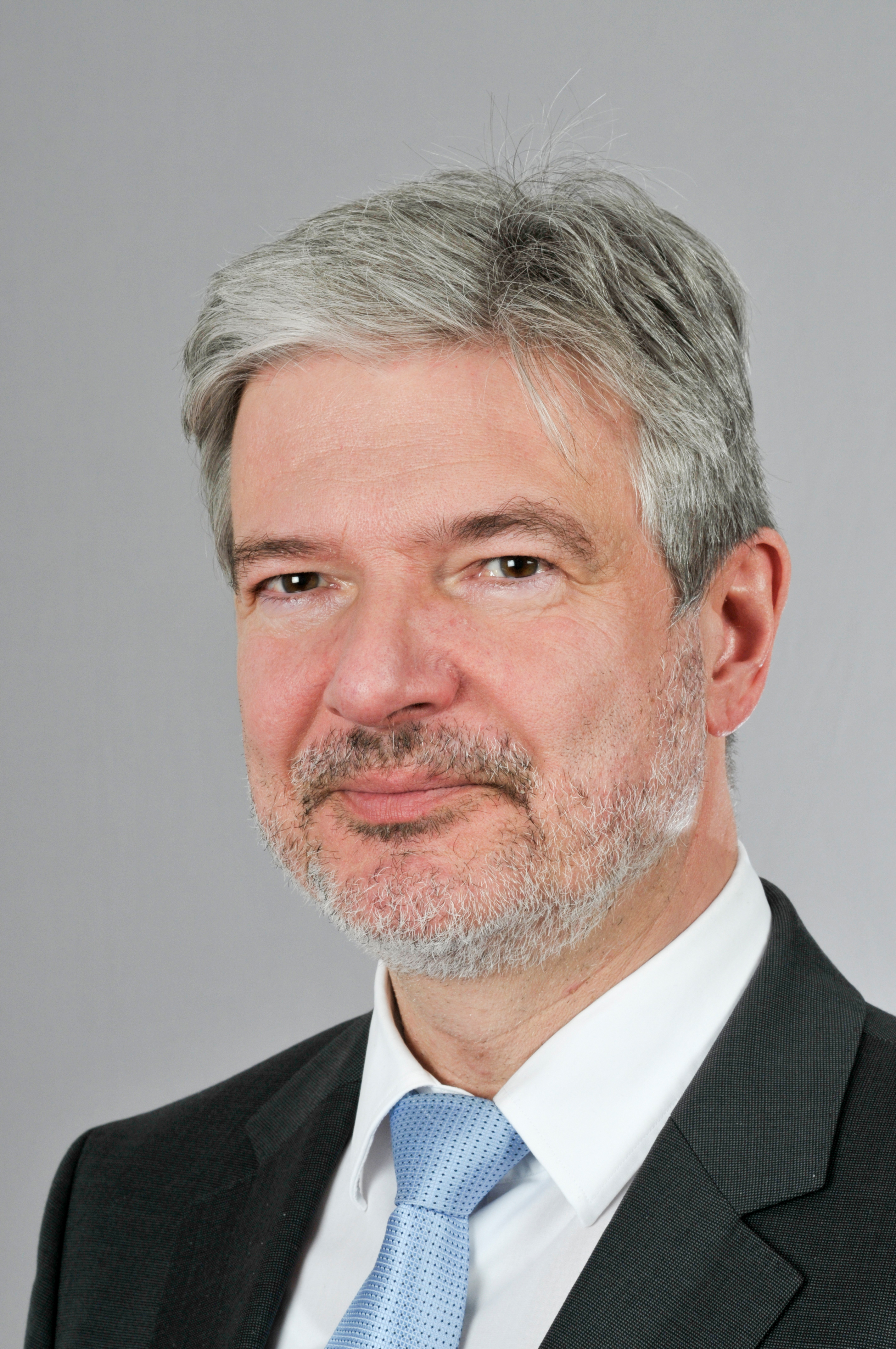
Ralf Holzschuher (2016)

Ralf Holzschuher (* 17. Februar 1963 in West-Berlin) ist ein deutscher Politiker (SPD). Er war von 2004 bis 2019 Mitglied des Landtages Brandenburg. Von Oktober 2010 bis August 2013 war er Vorsitzender der SPD-Landtagsfraktion und von August 2013 bis November 2014 Innenminister des Landes Brandenburg.

## Leben
Nach dem Abitur am Evangelischen Gymnasium zum Grauen Kloster in Berlin 1981 studierte Holzschuher von 1982 bis 1987 Rechtswissenschaften an der  Universität Tübingen und an der FU Berlin, wo er mit dem 1. Staatsexamen abschloss. In Berlin absolvierte er von 1988 bis 1990 sein Rechtsreferendariat. 1991 erhielt er das 2. Staatsexamen und hat sich seitdem in Brandenburg an der Havel als selbständiger Rechtsanwalt niedergelassen.
Ralf Holzschuher ist der Sohn eines Journalisten und einer Krankenschwester. Er ist verheiratet und Vater zweier Kinder und wohnt in Brandenburg an der Havel.

## Politik
Ralf Holzschuher ist seit 1993 Mitglied der SPD und war von 1996 bis 2005 Vorsitzender des SPD-Ortsvereins Brandenburg-Neustadt. Von März 2005 bis Juni 2018 hatte er den Vorsitz des SPD-Unterbezirks Brandenburg an der Havel inne. Am 1. Oktober 2005 rückte er außerdem in die Stadtverordnetenversammlung Brandenburg an der Havel nach und blieb bis August 2013 deren Mitglied. Er war darin SPD-Fraktionsvorsitzender von Dezember 2006 bis Oktober 2010 und von April bis August 2013. Seit Mai 2019 ist er wieder Mitglied der Stadtverordnetenversammlung.
Am 19. September 2004, am 27. September 2009 und am 14. September 2014 wurde er bei den Brandenburger Landtagswahlen im Wahlkreis Brandenburg an der Havel II jeweils  als Direktkandidat gewählt. Er war bisher von Oktober 2004 bis Oktober 2009 Mitglied und danach bis Oktober 2014 stellvertretender Vorsitzender im Wahlprüfungsausschuss, von Oktober 2004 bis November 2010 Mitglied (davon von November 2004 bis Oktober 2009 stellvertretender Vorsitzender) im Rechtsausschuss, von November 2010 bis September 2013 Vorsitzender des Hauptausschusses und von November 2004 bis August 2013 Mitglied, davon 2004 bis Oktober 2009 und Januar 2010 bis 2013 deren Vorsitzender, der G-10-Kommission sowie ordentliches Mitglied des Richterwahlausschusses. Zudem war er vom Januar bis September 2013 Mitglied im Sonderausschuss BER.
Seit Dezember 2014 ist er Vorsitzender des Ausschusses für Wirtschaft und Energie sowie Mitglied in den Ausschüssen für Haushalt und Finanzen sowie für Haushaltskontrolle. Er ist darüber hinaus Sprecher für Energiepolitik der SPD-Landtagsfraktion.
Von September 2007 bis Oktober 2010 war er stellvertretender Vorsitzender der SPD-Fraktion. Am 27. September 2010 wurde er zum Vorsitzenden der SPD-Landtagsfraktion gewählt. Er übernahm diese Funktion am 6. Oktober 2010, nachdem der vorherige Fraktionschef Dietmar Woidke zum Innenminister ernannt wurde, und übte sie bis zum 27. August 2013 aus, da er am Folgetag zum Innenminister ernannt wurde. Vom 7. Oktober 2010 bis August 2013 war Holzschuher auch Mitglied des Präsidiums des Landtags. Bei der Neubildung der Regierung nach der Landtagswahl 2014 wurde Holzschuher nicht erneut berufen und schied daher am 5. November 2014 aus seinem Amt aus.
Zur Landtagswahl 2019 trat er nicht an.